# Désiré Horrent
Désiré Horrent (Bois-d'Haine, 19 juli 1880 - Loncin, 22 augustus 1943) was een Belgisch volksvertegenwoordiger.

## Levensloop
Horrent promoveerde tot doctor in de rechten aan de Universiteit Luik. Hij werd hoofdredacteur van de Journal de Liège.
Hij was provincieraadslid van 1921 tot 1932. 
In 1932 werd hij verkozen tot liberaal volksvertegenwoordiger voor het arrondissement Luik en vervulde dit mandaat tot in 1936. Hij werd opnieuw verkozen in 1939 en bleef dit mandaat behouden tot aan zijn dood. Het was geen natuurlijke dood: hij werd door een commando rexisten vermoord, dat onder meer bestond uit de geweldenaar Jean Pirmolin en Edmond van Buggenum, handlangers van de Luikse oorlogsburgemeester Théophile Dargent.

## Publicaties
- Les fugitives, poésies, Seraing, 1900
- Maurice Maeterlinck, 1902
- Ecrivains belged d'aujourd'hui"", première séeie, Liège, 1904
- Le coeur du pays. Roman de moeurs liégeoises pendant la guerre, 1920
- Le Carrefour, pièce en quatre actes, Luik, 1921
- Le volontaire liégeois, 1830, Luik, 1930
- Pour qu'il n'y ait plus de guerre; Luik, 1931
- Paul Van Hoegaerden, Luik, 1932
- Réforme de l'état, du parlement, des esprits, postuum, Luik, 1944.